# Cristina Ilie (remera)
No debe confundirse con Cristina Ilie, otra remera rumana que compitió como timonel.
Cristina Ilie (12 de julio de 1989) es una deportista rumana que compitió en remo.
Ganó una medalla de plata en el Campeonato Mundial de Remo de 2013 y cuatro medallas en el Campeonato Europeo de Remo entre los años 2008 y 2014.

## Palmarés internacional
| Campeonato Mundial | Campeonato Mundial      | Campeonato Mundial | Campeonato Mundial |
| Año                | Lugar                   | Medalla            | Prueba             |
| ------------------ | ----------------------- | ------------------ | ------------------ |
| 2013               | Chungju (Corea del Sur) | Medalla de plata   | Ocho con timonel   |
| Campeonato Europeo |                         |                    |                    |
| Año                | Lugar                   | Medalla            | Prueba             |
| 2008               | Maratón (Grecia)        | Medalla de bronce  | Cuatro scull       |
| 2009               | Brest (Bielorrusia)     | Medalla de oro     | Ocho con timonel   |
| 2011               | Plovdiv (Bulgaria)      | Medalla de bronce  | Cuatro scull       |
| 2014               | Belgrado (Serbia)       | Medalla de oro     | Ocho con timonel   |